# Ruisseau de Gandaille
Le ruisseau de Gandaille est une rivière du sud de la France qui parcourt le département de Lot-et-Garonne en région Nouvelle-Aquitaine c'est un affluent de la Séoune donc un sous-affluent de la Garonne.

## Géographie
De 11,8 km de longueur, le ruisseau de Gandaille prend sa source en Lot-et-Garonne commune d'Engayrac et se jette dans la Séoune commune de Puymirol.

## Départements et communes traversés
- Lot-et-Garonne : Saint-Martin-de-Beauville, Engayrac, Dondas, Tayrac, Puymirol.

## Principal affluent
- Ruisseau de Fonterouget 3,1 km